# Muhammed ibn’ Ali as-Sanusi
Muhammed ibn ’ Ali as-Sanusi, född 1787 nära Mostaganem i västra Algeriet, död 1859 i al-Jaghbub, var grundare till den sufiska orden Sanusiya. 
Han utbildade sig i traditionella islamiska studier på universitetet i Fez, Marocko, men studerade även ett år, 1824, på al-Azharuniversitetet i Kairo. 1826 gjorde as-Sanusi sin andra pilgrimsfärd, denna gång till Mecka. Här mötte han Ahmad ibn Idris al-Fasi, grundare av en sufisk orden. För al-Fasi var inte sufismens slutgiltiga mål den enskilda individens union med Gud, utan med Muhammed. As-Sanusis tankar, vilka skulle väcka fiender i de mer konservativa kretsarna, gick i linje med al-Fasis. Både As-Sanusi och al-Fasi blev så småningom utdrivna ur landet, vilket medförde att as-Sanusi återvände till norra Afrika och startade en sufiorden i Libyen. 1843 riktades kritik mot as-Sanusi, då han anklagades för att ha våldfört sig på profetens sunna. Genom dyrkan av Muhammed, och genom betraktelse av Mohammed som förbindelselänk mellan människan och Gud, kan individen nå kunskap och förmedla denna, liksom Gud förmedlade sig genom Mohammeds mun, menade as-Sanusi.